# Mezquita Flotante de Palu
La Mezquita Flotante de Palu, también conocida como Mezquita Arqam Babu Rahman, fue una mezquita situada en la ciudad de Palu, Célebes Central, Indonesia. Fue afectada por el terremoto y tsunami de Célebes de 2018, y quedó parcialmente sumergida bajo el agua, por lo que quedó inutilizada.

## Historia
La Mezquita Flotante de Palu fue inaugurada en 2011, y era conocida por estar directamente frente a la bahía de Palu en la playa de Talise. La mezquita se convirtió en destino turístico e icono de la ciudad.  La mezquita fue dedicada al erudito musulmán del siglo XVII de Sumatra Occidental, Datuk Karama, quién contribuyó en gran medida a la difusión del islam en la región de Palu.

### Tsunami de Célebes de 2018

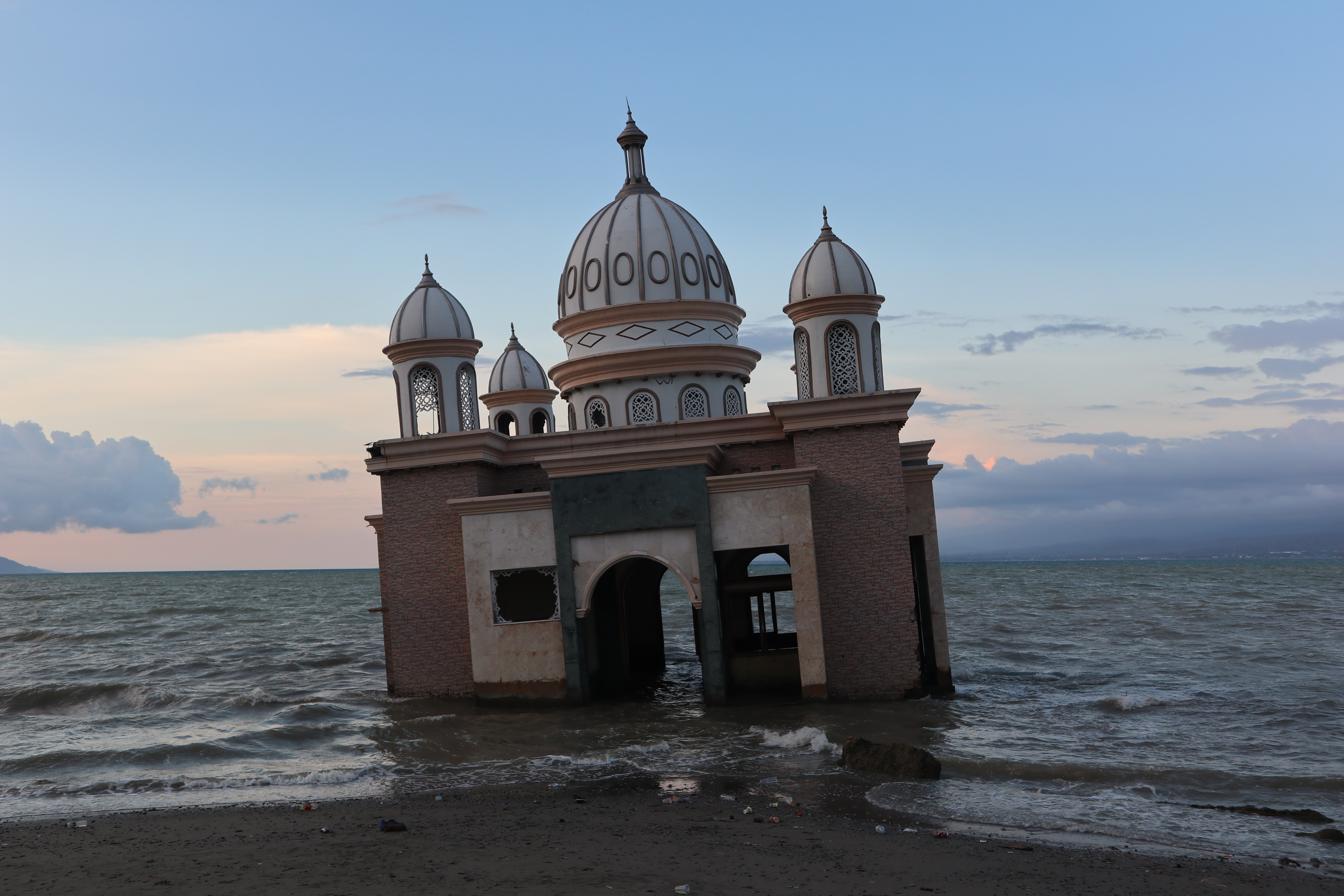
La mezquita sumergida en 2020.

Durante el terremoto de Sulawesi de 2018, la mezquita fue azotada por múltiples tsunamis que derrumbaron los pilares que sostenían la mezquita sobre el agua. Debido a ello, la mezquita quedó parcialmente sumergida en el océano. Sin embargo, el edificio permaneció intacto. Según se informa, laola e ntró por la puerta trasera y penetró por la puerta delantera, y el espacio de oración quedó inundado por el agua. Las ventanas también perdieron sus cristales y los altavoces de la adhan siguieron funcionando sin ningún defecto.
Después del tsunami, los habitantes de Palu, especialmente los musulmanes tradicionalistas que creen en el misticismo islámico, afirmaron que la mezquita sobrevivió gracias al poder divino de los santos que la custodiaban. La mezquita flotante y la mezquita de la organización islámica tradicionalista Alkhairaat fueron algunas de las únicas mezquitas de la zona que sobrevivieron después del tsunami.
A fecha de abril de 2021, parte de la mezquita se sigue encontrando sumergida bajo el agua.